# China Railway
A China State Railway Group Company, Ltd., üzleti nevén China Railway (CR), a Kínai Népköztársaság nemzeti személy- és áruszállító vasúttársasága.
A China Railway 18 regionális leányvállalatával személy- és áruszállítást végez Kína-szerte. 2022 szeptemberére a China Railway Group teljes vagyona 9,06 billió Zsenminpi (1,24 billió amerikai dollár).

## Története
A kínai társasági törvény értelmében a China Railway Corporationt 2019. június 18-án China State Railway Group Co., Ltd.-vé szervezték át az egész nép tulajdonában lévő ipari vállalatok helyett. Ez azt jelentette, hogy a pénzügyminisztérium az állam nevében befektetőként lépett fel, a vállalatot pedig egy igazgatótanács vezette és az igazgatótanács által kiválasztott vezetők irányították.

## Logó
A Kínai Vasút logóját Chen Yuchang (kínaiul: 陈玉昶) (1912-1969) tervezte, hivatalosan 1950. január 22-én fogadták el. A teljes logó egy mozdony elejét ábrázolja. A logó felső része a 人 (emberek) kínai írásjelet, míg az alsó rész egy sín keresztirányú profilját ábrázolja. A logó azt jelenti, hogy a kínai vasút a népé. Az alsó rész a 工 (munka) karaktert ábrázolja, azt jelenti, hogy a kínai vasút a munkásosztályé.

## Vezetők
- Sheng Guangzu (2013–2016)
- Lu Dongfu (2016–2018)
- Yang Yudong (2018–)